# Czapury
Czapury (prononciation : [t͡ʂaˈpurɨ], en allemand : Staffelbach) est un village polonais de la gmina de Mosina dans le powiat de Poznań de la voïvodie de Grande-Pologne dans le centre-ouest de la Pologne.
Il se situe à environ 11 kilomètres au nord-est de Mosina (siège de la gmina) et à 8 kilomètres au sud de Poznań (siège du powiat et capitale régionale).

## Histoire
De 1975 à 1998, le village faisait partie du territoire de la voïvodie de Poznań.

Depuis 1999, Czapury est situé dans la voïvodie de Grande-Pologne.
Le village possède une population de 2 094 habitants en 2014.